# Lijst van universiteiten in Zuid-Amerika
Dit is een lijst van universiteiten in Zuid-Amerika.

### Argentinië
- Ponteficia Universidad Católica Argentina Santa María de los Buenos Aires (UCA) - Buenos Aires, Rosario - Santa Fe, Mendoza - Mendoza en Paraná - Entre Ríos
- Universidad de Buenos Aires (UBA) - Buenos Aires
- Universidad Católica de La Plata - La Plata
- Universidad Católica de Salta
- Universidad Católica de Córdoba - Universitdad Jesuita - Córdoba
- Nationale Universiteit van Rosario
- Universidad Nacional de La Plata (UNLP) - La Plata

### Bolivia
- Universidad San Francisco Xavier Chuquisaca - Sucre
- Universidad Mayor de San Andrés - La Paz

### Brazilië
- Universiteit van Estácio de Sá - Rio de Janeiro
- Federale Universiteit van Rio de Janeiro (UFRJ) - Rio de Janeiro
- Staatsuniversiteit van Rio de Janeiro (UERJ) - Rio de Janeiro
- Federatieve Universiteit van Rio Grande do Norte (UFRN) - Natal, Rio Grande do Norte
- Universiteit van São Paulo (USP) - São Paulo
- Rooms Katholieke Universiteit van São Paulo (PUC-SP) - São Paulo
- Federatieve Universiteit van São Paulo - Escola Paulista de Medicina (UNIFESP) - São Paulo
- Universidade Estadual Paulista "Júlio de Mesquita Filho" (UNESP) São Paulo
- Universidade Federal de Santa Maria (UFSM) - Santa Maria (Rio Grande do Sul)
- Universidade de Brasília (UnB) - Brasilia

### Chili
- Universiteit van de Bio-Bio
- Universiteit van Chili - Santiago
- Universiteit van Concepción
- Universiteit van Santiago - Santiago
- Universiteit van Talca
- Pontificia Universidad Católica de Valparaíso - Valparaiso

### Colombia
- Centrale Universiteit (Colombia) - Bogota
- Del Rosario Universiteit - Bogota
- EAFIT Universiteit - Medellín
- Externado Universiteit van Colombia - Bogota
- Nationale Pedagogische Universiteit - Bogota
- Nationale Universiteit van Colombia - Bogota
- Pauselijke Javeriana Universiteit - Bogota
- Technische Universiteit van Pereira - Pereira
- Universiteit del Norte - Barranquilla
- Universiteit van Antioquia - Medellín
- Universiteit van Atlántico - Barranquilla
- Universiteit van Caldas - Caldas
- Universiteit van Cordoba (Colombia) - Montería
- Universiteit van Los Andes - Bogota
- Universiteit van Valle - Cali

### Ecuador
- Pontificia Universidad Católica del Ecuador (PUCE) - Quito
- Universidad Católica de Santiago de Guayaquil (UCSG) - Guayaquil
- Universidad de Guayaquil - Guayaquil
- Universidad de Especialidades Espíritu Santo - Guayaquil

### Peru
- Pontificia Universidad Católica del Perú - Lima
- Universidad Nacional del Altiplano - Puno

### Suriname
- Anton de Kom Universiteit van Suriname